# EPCOTIA
『EPCOTIA』（エプコティア）は、日本の男性アイドルグループ・NEWSの9作目のオリジナル・アルバム。2018年3月21日にジャニーズ・エンタテイメントから発売。

## 背景
NEWSのアルバム・プロジェクト第2弾作品。本作がリリースされる2018年は、NEWSにとって結成・CDデビューともに15周年の節目の年だった。しかし彼らは過去のシングルを収録したベスト・アルバムではなく、あえて新曲を多数収録したオリジナル・アルバムのリリースを選択した。これは「NEWSにしかできないこと」「今の勢い」を見せたい、というメンバー4人の意見が一致してのことである。
2017年にリリースした前作アルバム『NEVERLAND』は1テーマを軸に様々な楽曲を展開するコンセプト・アルバムだった。その出来栄えに手ごたえを感じたNEWSとスタッフ陣は、続く今作でも1つのテーマを基にアルバムを制作。その世界観は前作の"島" (NEVERLAND) から"宇宙"へ広がっており、今作では「EPCOTIA」の名を冠した宇宙船での「宇宙旅行」をコンセプトとしている。なおタイトルの『EPCOTIA』は「EXPERIENCE PLANETS, A CORNER OF THE COSMOS. LET'S GO TRAVELING INTO ASTROWORLD. (星々や宇宙の片隅を体験しながら、一緒に旅に出よう。) 」を意味する造語でありスタッフの提案による
。

## 収録曲

### CD
※ソロ曲は通常盤のみ収録。
1. EPCOTIA SAFETY GUIDE -INTER- [1:44]
ナレーション/朗読:Miyuki Sawashiro
作曲:佐々木隼、編曲:佐々木隼・☆Taku Takahashi・Mitsunori Ikeda
2. EPCOTIA [4:04]
作詞:ヒロイズム、作曲:中西亮輔・ヒロイズム、編曲:中西亮輔・黒田賢一・芳賀政哉)
  - 本作の表題曲
3. KINGDOM [3:23]
作詞・作曲・編曲:ヒロイズム
  - 日本テレビ系『FIFAクラブワールドカップUAE2017』テーマ・ソング
4. TWINKLE STAR [3:30]
作詞:ヒロイズム、作曲:ヒロイズム・芳賀政哉、編曲:芳賀政哉
5. ワープ中 -INTER- [0:45]
ナレーション/朗読:Miyuki Sawashiro
作曲:Mitsunori Ikeda、編曲:☆Taku Takahashi・Mitsunori Ikeda
6. LPS [3:33]
作詞:ヒロイズム・Hacchin' Maya、作曲・編曲:ヒロイズム
  - 22ndシングル
  - フジテレビ系特別番組『NEWSICAL』スペシャル・ソング
7. 恋する惑星 [2:49]
作詞:TAKA3・JIN、作曲・編曲:TAKA3
8. JUMP AROUND [2:31]
作詞:TAKA3・Staxx T、作曲・編曲:TAKA3
9. ドッキング -INTER- [0:48]
ナレーション/朗読:Miyuki Sawashiro
作曲:Mitsunori Ikeda、編曲:☆Taku Takahashi・Mitsunori Ikeda
10. AVALON [4:05]
作詞:Ryohei Yamamoto、作曲:Ryohei Yamamoto・☆Taku Takahashi、編曲:Mitsunori Ikeda・☆Taku Takahashi
11. IT'S YOU [4:41]
作詞:SAKURA、作曲:LISA・☆Taku Takahashi、編曲:Mitsunori Ikeda・☆Taku Takahashi
12. 異星人とのコンタクトについて -INTER- [0:54]
ナレーション/朗読:Miyuki Sawashiro
作曲:☆Taku Takahashi、編曲:☆Taku Takahashi・Mitsunori Ikeda
13. UFO [4:44]
作詞:Hacchin' Maya、作曲:ヒロイズム、編曲:CHOKKAKU
14. EROTICA [3:31]
作詞:AKIRA、作曲:UTA・AKIRA、編曲:UTA
15. BLACKHOLE [3:08]
作詞:AKIRA・Staxx T、作曲:MMR TRACKS・Andy Love、編曲:MMR TRACKS
16. 星に願いを [4:03]
作詞・作曲:きみどり、編曲:島田昌典
17. イノセンス [5:06]
作詞・作曲:ヒロイズム、編曲:亀田誠治
18. 帰り道 -INTER- [0:42]
ナレーション/朗読:Miyuki Sawashiro
作曲:☆Taku Takahashi、編曲:☆Taku Takahashi・Mitsunori Ikeda
19. HAPPY ENDING [3:26]
作詞:ヒロイズム・JIN、作曲:ヒロイズム、編曲:山下康介
20. プラトニック [3:23] - 手越祐也
作詞・作曲・編曲:ヒロイズム
21. 銀座ラプソディ [4:20] - 小山慶一郎
作詞:コヤマP、作曲:伊橋成哉、編曲:鈴木Daichi秀行
  - DVD『NEWS LIVE DIAMOND』収録曲（小山と山下智久のユニット曲）のソロバージョン
22. 氷温 [3:10] - 加藤シゲアキ
作詞・作曲:加藤シゲアキ、編曲:高橋諒・中西亮輔
23. Thunder [3:00] - 増田貴久
作詞・作曲:Ryohei Yamamoto、編曲:☆Taku Takahashi・Mitsunori Ikeda

### DVD
※初回限定盤のみ
1. EPCOTIA SAFETY GUIDE & MAKING

## リリース
2018年3月21日リリース。初回限定盤 (CD+DVD) と通常盤 (CD) の2種で販売される。初回限定盤に付属のDVDには、メンバーと宇宙船に乗って旅をする映像作品「EPCOTIA SAFETY GUIDE」を収録。通常盤にはボーナストラックとしてメンバー4人のソロ曲が収録される。
1月に発売されたCD『LPS』、ライブDVD/Blu-ray『NEWS LIVE TOUR 2017 NEVERLAND』と、本作『EPCOTIA』にはそれぞれ応募IDが封入される。3作分のIDを各1つずつ集めることで、「NEWS 3作品連勤キャンペーン」として、前作アルバム『NEVERLAND』にちなんだ『NEVERLAND展』への参加に1口応募が可能となる。

## ツアー
本作を引っ提げたライブツアー『NEWS ARENA TOUR 2018 EPCOTIA』を、2018年3月31日から5月20日まで全国8ヶ所24公演開催した。その後2018年12月31日から2019年1月7日まで『NEWS DOME TOUR 2018 EPCOTIA ENCORE』を京セラドーム、東京ドームで開催した。